# Sabatera d’agulles aspra
La sabatera d'agulles aspra (Hydnellum scabrosum) és una espècie de fong de l'ordre dels teleforals (Thelephorales). És una sabatera d'agulles de boscos de planifolis o mixtos i d'esquames aplacades.

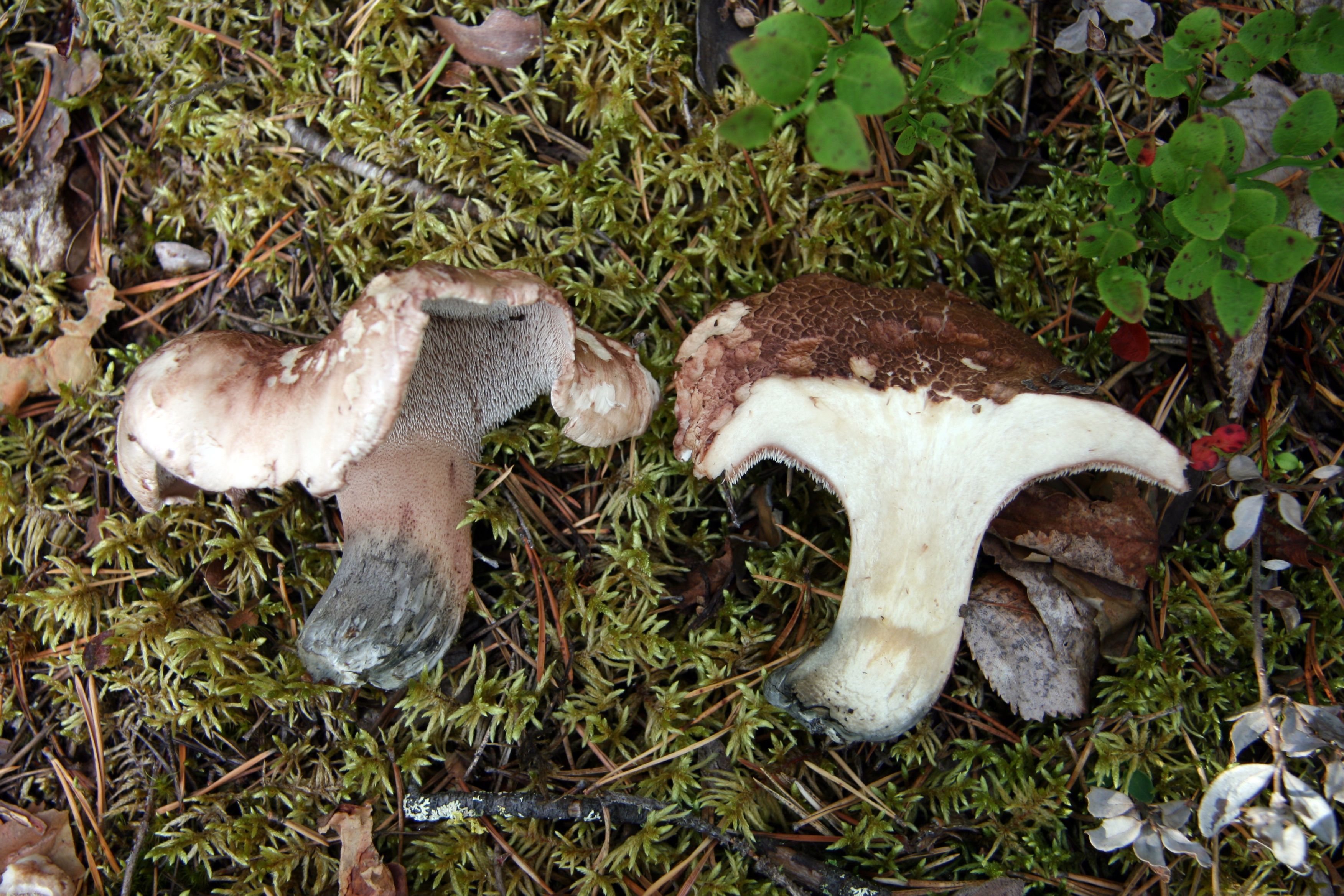
Sabatera d'agulles aspra (Hydnellum scabrosum)

## Morfologia
Bolet de bona mida, de barret bru vermellós; la superfície és gairebé llisa en el jove i bru rosada, amb el temps esdevé ornamentada per esquames fines disposades concèntricament, del mateix color de la resta del barret; amb l'edat s'enfosqueix a bru vermellós fosc.
Cama ferma, bru pàl·lida però de peu verd blavós. Carn de tast farinaci en el jove, ben aviat amarg.

## Hàbitat
Comú; de tardor; prefereix pinedes madures; vora pins.

## Comentaris
Són semblants la sabatera d’agulles fissurada (Hydnellum glaucopus) de carn amb olor de regalèssia, la sabatera d’agulles amarga (Hydnellum fennicum), d'olor d'ametles amargues i la sabatera d’agulles farinosa (Hydnellum lepidum), d'olor farinosa.

## Comestibilitat
No comestible.